# Estancia jesuítica de La Banda
También conocida como Museo Jesuítico La Banda, está integrada por una amplia vivienda, capilla, aposentos de servicio y un molino hidráulico, construidos y sucesivamente modificados en diversas etapas, hasta el agregado de dependencias en estilo neocolonial, hacia 1940.

## Ubicación
Se encuentra emplazada sobre la ruta provincial n.º 325, a poca distancia hacia el sur del río Churqui, a unos 1.5 km de la localidad de Tafí del Valle, en el departamento homónimo, en la provincia de Tucumán, Argentina, aproximadamente en la posición 26°51′35″S 65°43′02″O / -26.85972, -65.71722.

## Historia
El primer dato que se tiene sobre el lugar es que fue otorgado por merced real, en 1617, al vecino feudatario y encomendero Melián L y Guevara. En 1716 la orden jesuítica adquirió estas tierras, tras lo cual organizó la estancia que ocupaba el extenso valle de Tafí.

Expulsada la orden en 1767, el fundo se subdividió y estos terrenos y sus construcciones fueron adquiridas por Julián Ruiz de Huidobro, hasta que finalmente pasaron a manos de José Manuel Silva quien sería posteriormente gobernador de la provincia de Tucumán.
Los edificios fueron ampliados, modificados e incluso reconstruidos en varias oportunidades con el correr del tiempo, hasta que en el año 1972, las autoridades provinciales decidieron expropiar la finca para convertirla en museo y preservar su valor arquitectónico y cultural.

La capilla fue objeto de varias restauraciones y en el año 1978 fue declarada Monumento Histórico Nacional.

## Patrimonio
El museo está organizado a lo largo de varias salas, que conformaban la vivienda original, que albergan piezas arqueológicas pertenecientes a las culturas Tafí y la Santa María.

Exhibe piezas arqueológicas, pinturas del siglo XVIII, mobiliario y otros elementos jesuitas y distintos objetos y muebles pertenecientes a los propietarios de la casa en el siglo XIX.
|                                 |
| Estancia Jesuítica de La Banda. |

|                                   |
| Capilla de la estancia jesuítica. |

|                                                      |
| Acceso a un patio interior en la estancia jesuítica. |

|                                                |
| Vasijas precolombinas de cultura santamariana. |

|                                                        |
| Urna funeraria en cerámica de la cultura santamariana. |

|                                   |
| Gran vasija cultura santamariana. |

|                              |
| Vasija cultura santamariana. |